# Misagria
Misagria ist eine aus vier Arten bestehende Libellengattung. Die Gattung gehört zur Unterfamilie Sympetrinae und wurde 1889 durch William Kirby beschrieben. Als Generotyp diente ein Tier der bis dahin unbekannten Art Misagria parana. Das Verbreitungsgebiet erstreckt sich entlang des Amazonas und seiner Seitenarme. Die Larven sind noch unbekannt.

## Merkmale
Misagria-Arten sind mittelgroße Libellen und erreichen Längen zwischen 34 und 45 Millimetern. Der Hinterleib (Abdomen) und der Brustkorb (Thorax) sind dunkelfarben und weisen gelbliche Flecken auf. Die Flügel sind durchsichtig. Dabei ist die letzte Antenodalader im Vorderflügel vollständig, reicht also von der Costalader bis zur Radiusader.

## Habitat
Die Imagines der Gattung Misagria kommen in leicht schattigen Waldgebieten vor, wo sie auf Zweigen sitzend auf Beute warten.

## Systematik
Folgende Arten werden zur Gattung Misagria gezählt:
- Misagria bimacula
- Misagria calverti
- Misagria divergens
- Misagria parana